# Kalāleh (kommunhuvudort i Iran)
Kalāleh (persiska: كلاله) är en kommunhuvudort i Iran.   Den ligger i provinsen Golestan, i den norra delen av landet, 400 km nordost om huvudstaden Teheran. Kalāleh ligger 161 meter över havet och antalet invånare är 33 700.
Terrängen runt Kalāleh är kuperad österut, men västerut är den platt. Terrängen runt Kalāleh sluttar västerut.Runt Kalāleh är det ganska glesbefolkat, med 48 invånare per kvadratkilometer. Kalāleh är det största samhället i trakten. Trakten runt Kalāleh består till största delen av jordbruksmark.